# Whakamoke tarakina
Whakamoke tarakina – gatunek pająka z rodziny Malkaridae i podrodziny Tingotinginae. Występuje endemicznie na Nowej Zelandii.

## Taksonomia
Gatunek ten opisany został po raz pierwszy w 2020 roku przez Gustava Hormigę i Nikolaja Scharffa na łamach Invertebrate Systematics w ramach rewizji taksonomicznej nowozelandzkich Malkaridae. Jako miejsce typowe wskazano górę Atuanui (Mount Auckland). Epitet gatunkowy oznacza w języku maoryskim „kolec” i odnosi się do grubych szczecin na odnóżach tych pająków.

## Morfologia
Samice osiągają od 4,79 do 5,62 mm, a samce od 4,25 do 4,55 mm długości ciała. Prosoma jest ciemnobrązowa, w widoku bocznym prostokątna, pozbawiona podziału na część głowową i tułowiową. U samic prosoma ma od 2,1 do 2,36 mm długości i od 1,53 do 1,79 mm szerokości, zaś u samców od 1,86 do 2,36 mm długości i od 1,5 do 1,58 m szerokości. Jamka karapaksu wykształcona jest w postaci słabej, podłużnej linii osiągającej prawie 1/5 jego długości u samca i prawie 1/8 jego długości u samicy. Wszystkie oczy oddalone są od siebie na odległości mniejsze niż ich średnice. Oczy środkowych par rozstawione są na planie czworokąta o przedniej krawędzi tak szerokiej jak tylna. Wysokość nadustka jest od 3,6 do 3,7 razy większa od średnicy oczu pary przednio-środkowej. Szczękoczułki mają dwa zęby na krawędzi przedniej, dwa zęby na krawędzi tylnej i niewielką nabrzmiałość w części nasadowej od strony przedniej. Sternum jest tarczowate. Odnóża pierwszej pary mają uda około 1,3 raza dłuższe od karapaksu. Opistosoma (odwłok) ma ciemnobrązowe, silnie zesklerotyzowane skutum i brązowe dyski ze szczecinkami.
Nogogłaszczki samca mają dłuższe niż szerokie, pozbawione apofiz i wyrostków cymbium, szerokie u nasady, faliste, wykrojone na tylnej krawędzi, zwężone ku szczytowi w szpic paracymbium, najszerszy u nasady, wielopłatowy i opatrzony wyrostkami w części szczytowej embolus zataczający połowę okręgu wokół tegulum oraz zakrywający ¾ długości embolusa wyrostek sierpowaty konduktora. Samica ma epigynum sercowate w widoku brzusznym, zaopatrzone w parę okrągłych otworów oddzielonych podłużną przegrodą z U-kształtną wargą. Długie przewody kopulacyjne okrążają zbiorniki nasienne.

## Ekologia i występowanie
Pająk ten lasy mieszane zdominowane przez zastrzaliny oraz lasy z dominacją agatisa nowozelandzkiego. Prowadzi skryty tryb życia. Bytuje w ściółce i pod butwiejącymi kłodami. 
Gatunek ten występuje endemicznie na Wyspie Północnej Nowej Zelandii. Jest rozprzestrzeniony w części północnej, wschodniej i zachodniej wyspy. 